# Август фон Берлепш
Барон Август Сіттіх Ойген Генріх фон Берлепш (народився 28 червня 1815, Зеєбах; † 17 вересня 1877, Мюнхен) — німецький дослідник бджіл, винахідник рухомої стільникової рамки, заднього лікувального вулика та автор численних монографій з бджільництва та бджільництва.

## Праці
- Die Biene und die Bienenzucht in honigarmen Gegenden nach dem gegenwärtigen Standpunct der Theorie und Praxis. Heinrichshofen, Mühlhausen in Thüringen 1860 (Digitalisat).
- Die Biene und ihre Zucht mit beweglichen Waben in Gegenden ohne Spätsommertracht. 2., sehr verbesserte und … vermehrte Auflage, Schneider, Mannheim 1869 (Digitalisat).
- Mit W. Vogel: Die Bienenzucht nach ihrem jetzigen rationellen Standpunkt. Wiegandt, Hempel und Parey, Berlin 1875 (Digitalisat).